# Iso Porovic
Iso Porovic är en bosnisk-svensk skådespelare och poet som föddes 5 maj 1965 i Prijepolje i Serbien, före detta Jugoslavien.

## Biografi
Iso Porovic studerade vid Akademin för scenkonst i Sarajevo under åren 1985-1989. Han var anställd vid Bosniska Nationalteatern. Han har arbetat på Kamarteatern 55 Sarajevo samt Folkteatern Tuzla. I Sverige har han medverkat i ett flertal teaterproduktioner. Han har spelat på Teater Västernorrland, Riksteatern, Kungliga Dramatiska Teatern, Malmö Stadsteater, Regionteatern Blekinge Kronoberg och Romateatern. Han har också regisserat flera föreställningar.
Porovic arbetade som teaterchef på Teater Västernorrland och för närvarande är anställd som länsregissör hos Teater Västernorrland.

## Priser och utmärkelser
- 1996 Nagrada grada Zenica (Zenicas kulturpris)
- 1999 International Peace Centres kulturpris
- 2006 Carl Åkermarks stipendium

## Teater

### Roller (ej komplett)
| År   | Roll                          | Produktion                            | Regi            | Teater                                          |
| ---- | ----------------------------- | ------------------------------------- | --------------- | ----------------------------------------------- |
| 1987 | Torvald Helmer                | Lutkina kuća Henrik Ibsen             |                 | Bosniska Nationalteatern                        |
| 1988 |                               | Plava jevrejka Isak Samokovlija       |                 |                                                 |
| 1989 |                               | Krcmarica Peter Turrini               |                 |                                                 |
| 1989 | Filoktet                      | Filoktet Heiner Müller                | Iso Porovic     | Bosniska Nationalteatern                        |
| 1989 | Bez treceg Milan Begović      |                                       |                 |                                                 |
| 1990 |                               | Sveti Sava Siniša Kovačević           |                 |                                                 |
| 1990 | Ivan                          | Braca Karamazovi Fjodor Dostojevskij  |                 | Bosniska Nationalteatern                        |
| 1992 |                               | Pasha nosaca Samuela Isak Samokovlija |                 |                                                 |
| 1994 | Ahmed Nurudin                 | Dervis i smrt Meša Selimović          |                 | Bosniska Nationalteatern                        |
| 1994 | Hasanaginica Alija Isaković   |                                       |                 |                                                 |
| 1995 |                               | Tijesna ulica Naguib Mahfouz          |                 |                                                 |
| 1996 |                               | Kreontova Antigona Miro Gavran        |                 |                                                 |
| 1996 | Karabeg Nedžad Ibrišimović    |                                       |                 |                                                 |
| 1996 | Pobune Derviš Sušić           |                                       |                 |                                                 |
| 1996 | Prljave ruke Jean-Paul Sartre |                                       |                 |                                                 |
| 1997 |                               | Zmaj od Bosne Nedžad Ibrišimović      |                 |                                                 |
| 1997 | Tvrđava Meša Selimović        |                                       |                 |                                                 |
| 1998 |                               | Garib protiv Gariba Hasan Džafić      | Iso Porovic     |                                                 |
| 1999 |                               | Filoktet Heiner Müller                |                 |                                                 |
| 1999 | Šehid Zilhad Ključanin        |                                       |                 |                                                 |
| 2002 |                               | Stormen William Shakespeare           |                 | Teater Västernorrland                           |
| 2003 |                               | Troll-Ante Jan Peder Forsberg         |                 | Norra berget                                    |
| 2003 |                               | Audiens Václav Havel                  |                 | Teater Västernorrland                           |
| 2004 |                               | Före detta Mattias Andersson          | Öllegård Goulos | Teater Västernorrland                           |
| 2005 |                               | Fröken Julie August Strindberg        |                 | Teater Västernorrland/ Bosniska Nationalteatern |
| 2006 |                               | Pleasure Lisa Langseth                | Lisa Langseth   | Riksteatern                                     |
| 2006 | Karl Oskar                    | Utvandrarna Vilhelm Moberg            | Farnaz Arbabi   | Riksteatern/ Regionteatern Blekinge Kronoberg   |
| 2007 | Claudius                      | Hamlet William Shakespeare            | Lars Norén      | Romateatern/ Riksteatern                        |
| 2011 | Sir Simon Canterville         | Spöket på Canterville Oscar Wilde     |                 | Teater Västernorrland                           |

### Regi (ej komplett)
| År   | Produktion                               | Upphovsmän         | Teater                  |
| ---- | ---------------------------------------- | ------------------ | ----------------------- |
| 1989 | Filoktet Philoktet                       | Heiner Müller      |                         |
| 1994 | Murto zalut'o                            | Šefik Kurdić       |                         |
| 1998 | Garib protiv Gariba                      | Hasan Džafić       |                         |
| 1998 | Ženidba Женитьба», Zhenit'ba             | Nikolaj Gogol      |                         |
| 1999 | Rasemin sevdah                           | Ahmed Muradbegović |                         |
| 1999 | Ama, ne setaj se gola                    | Georges Feydeau    |                         |
| 2000 | Ožalošćena porodica                      | Branislav Nušić    |                         |
| 2000 | Zašto ne znam opisati grad               | Selim Arnaut       |                         |
| 2000 | Omer za naćvama                          | Alija Nametak      |                         |
| 2005 | Flugan i örat La Puce à l'oreille        | Georges Feydeau    |                         |
| 2009 | Den komiska tragedin La tragédie comique | Yves Hunstad       |                         |
| 2012 | Den komiska tragedin La tragédie comique | Yves Hunstad       |                         |
| 2014 | Rut och Ragnar                           | Kristina Lugn      |                         |
| 2015 | Orevyn                                   |                    | Ovanmon                 |
| 2015 | I lögn och ro Bedside manners            | Derek Benfield     | Teaterspegeln Östersund |

## Filmografi (Urval)
- 1987 - Azra - M.Idrizovic
- 1989 - Ranjenik - S.Mrmak
- 1990 - Bunda - F.Sokolovic
- 2005 - Mentor - J.Bergmark
- 2006 - Påsklov - Ö.Goulos
- 2008 - Variationer på en skål med ärtor - P. Joneström
- 2009 - Johan Falk (Vapenbröder) - A. Nilsson

## Audioproduktioner
- 1998 - Bosanski Mevlud - O.Pobric
- 1998 - Prijevod Kur'ana - B.Korkut
- 2000 - Iz zivota tabina - AIOZ
- 2014 - Norrtullsligan - Sveriges Radio